# Liste der Monuments historiques in Thilleux
Die Liste der Monuments historiques in Thilleux führt die Monuments historiques in der französischen Gemeinde Thilleux auf.

## Liste der Objekte
| Bezeichnung                              | Beschreibung                                | Standort                        | Kennzeichnung | Schutzstatus | Datum | Bild |
| ---------------------------------------- | ------------------------------------------- | ------------------------------- | ------------- | ------------ | ----- | ---- |
| Triptychon Leben des heiligen Laurentius | Ölfarbe auf Holz, Ende des 16. Jahrhunderts | in der Kirche St-Laurent (Lage) | PM52001165    | Classé       | 1965  |      |